# Opostega orestias
Opostega orestias là một loài bướm đêm thuộc họ Opostegidae. Nó được Edward Meyrick miêu tả năm 1880. Nó được tìm thấy ở Queensland, Úc.